# Баризи-o-Боа
Баризи-o-Боа (фр. Barisis-aux-Bois) је насељено место у Француској у региону Пикардија, у департману Ен (Пикардија).
По подацима из 2011. године у општини је живело 728 становника, а густина насељености је износила 48,18 становника/km².

## Демографија
| 1962. | 1968. | 1975. | 1982. | 1990. | 2011. |
| ----- | ----- | ----- | ----- | ----- | ----- |
| 638   | 723   | 694   | 697   | 689   | 728   |